# Ernst Karl Pakuscher
Ernst Karl Pakuscher (* 26. August 1921; † 26. November 2020) war ein deutscher Jurist.

## Leben
Pakuscher studierte Rechtswissenschaften bei Eduard Reimer an der Humboldt-Universität in Berlin und promovierte 1951 über das Urheberrecht. Er war Richter am Bundesverwaltungsgericht. Von 18. Oktober 1972 bis August 1986 war er Präsident des Bundespatentgerichtes in München.
Er war Honorarprofessor an der Universität Regensburg.
Nach seinem Eintritt in den Ruhestand lebte Pakuscher in Berlin.

## Ehrungen
- 1986: Großes Verdienstkreuz der Bundesrepublik Deutschland